# Qaşşāb Kotī
Qaşşāb Kotī (persiska: قصاب كتی) är en ort i Iran.   Den ligger i provinsen Mazandaran, i den norra delen av landet, 120 km nordost om huvudstaden Teheran. Qaşşāb Kotī ligger 11 meter över havet och antalet invånare är 725.
Terrängen runt Qaşşāb Kotī är platt.Runt Qaşşāb Kotī är det ganska tätbefolkat, med 149 invånare per kvadratkilometer. Närmaste större samhälle är Āmol, 9,9 km sydost om Qaşşāb Kotī. Trakten runt Qaşşāb Kotī består till största delen av jordbruksmark.